# Fatal orgullo
Fatal orgullo ist ein mexikanischer Film aus dem Jahr 1916, bei dem Manuel de la Bandera und Felipe de Jesús Haro Regie führten. Die Handlung des Stummfilms ist nicht überliefert, es soll sich aber um ein Filmdrama gehandelt haben. Manuel de la Bandera leitete eine Schule für Schauspieler und setzte diese auch in diesem Film ein. Umstritten ist, ob de la Bandera auch Regie führte; einige Publikationen führen Felipe de Jesús Haro als einzigen Regisseur. Der Film wurde wahrscheinlich nicht vollendet. Moisés Viñas listet Fatal orgullo in Indice cronológico del cine mexicano als nicht beendet, ebenso wird er in Cien años del cine mexicano geführt. Die Produktionsgesellschaft war México Lux Film. 